# Star Soldier: Vanishing Earth
Star Soldier: Vanishing Earth — компьютерная игра из серии игр Star Soldier в жанре вертикального скролл-шутера, разработанная компанией Hudson Soft и выпущенная в 1998 году. Является первой игрой серии, выпущенной в виде аркадного игрового автомата (одна из трёх игр, использующих платформу Aleck 64), а также первой игрой серии, использующей трёхмерную графику. Игра также была выпущена на игровой консоли Nintendo 64.

## Восприятие критикой
| Сводный рейтинг | Сводный рейтинг |
| Агрегатор       | Оценка          |
| --------------- | --------------- |
| GameRankings    | 52,40 %         |